# Georges Baudot
Georges Baudot (Madrid, España, 29 de mayo de 1935 - Toulouse, Francia, 28 de abril de 2002) fue un antropólogo, historiador, nahuatlato y paleógrafo francés. 

## Semblanza biográfica
Su padre fue el diplomático francés André Baudot Chailloux, quien se encontraba fungiendo como primer secretario de Asuntos Comerciales de la embajada de Francia en Madrid, España. Su madre fue Suzanne Goix Mariette. Realizó sus estudios en el Liceo Francés de Madrid, después, viajó a Francia para ingresar en la Universidad de Toulouse en donde obtuvo la licenciatura en Letras Hispánicas en 1956. Realizó el servicio militar e impartió clases en la Escuela Militar de la Flèche. Fue miembro de la Sección Científica de la Casa de Velázquez; por tal motivo realizó investigaciones en las ciudades españolas de  Sevilla, Madrid, en Portugal en  Lisboa y en México en Puebla de Zaragoza, Tlaxcala y Guadalajara.
En 1975 se doctoró en Letras y Ciencias Humanas en la Universidad de Toulouse II-Le Mirail (Francia) con la tesis Utopía e historia en México. Los primeros cronistas de la civilización mexicana (1520-1569).
Sus investigaciones se centraron en Mesoamérica y la Nueva España. Fue profesor de la Universidad de Toulouse e investigador en El Colegio de México y en el Instituto de Investigaciones Históricas de la Universidad Nacional Autónoma de México (UNAM). Fue, también, miembro correspondiente de la Academia Mexicana de la Lengua.

## Obra
- Pervivencia del mundo azteca en el México virreinal (2004)
- Amores prohibidos: la palabra condenada en el México de los virreyes (1997)
- México y los albores del discurso colonial (1996)
- Utopia and history in Mexico: the first chroniclers of Mexican civilization (1995)
- La corona y la fundación de los reinos americanos (1995)
- La pugna franciscana por México (1990)
- Utopía e historia en México: Los primeros cronistas de la civilización mexicana 1520-1569 (1983)
- La vida cotidiana en la América española en tiempos de Felipe II: Siglo XVI (1983)
- Las letras precolombinas (1979)

### En colaboración

#### ConTzvetan Todorov
- Relatos aztecas de la conquista (1983)